# Партитура
Партиту́ра (итал. partitura, букв. — разделение, распределение) в музыке — нотная запись оркестровой, хоровой или ансамблевой композиции, объединяющая все партии и отображающая их одна над другой. Партии располагаются в определённом порядке.
Страница партитуры читается слева направо — по горизонтали, и одновременно сверху вниз — по вертикали. Каждая горизонтальная нотная строчка — голос либо одного инструмента, либо группы одинаковых инструментов. Партитура лежит на пульте у дирижёра, а на пюпитре у каждого оркестранта стоит нотная запись лишь той партии, которую должен играть этот музыкант.

## История
Изначально многоголосные сочинения записывались и (с XVI века) издавались только в виде набора отдельных голосов (поголосников). Первыми образцами печатной партитуры считаются фрагменты партитурной записи музыки, воспроизведённые немецкими теоретиками первой половины XVI века: пример расшифровки табулатуры в партитуру у Мартина Агриколы (в трактате «Musica instrumentalis deudsch», 1529) и мотет Филиппа Вердело «Sancta Maria succurre miseris», который приводит Лампадий (в трактате «Музыкальный компендий», 1537). Со временем партитура стала основной формой записи многоголосных сочинений.
Начиная с XIX века для исполнения издаются как партии отдельных исполнителей, так и партитура (оркестровая, хоровая, ансамблевая).

## Порядок расположения голосов
В вокальной партитуре голоса располагаются сверху вниз по мере понижения тесситуры:
- сопрано,
- альт,
- тенор,
- баритон,
- бас.

Для симфонического оркестра партии располагаются по следующим группам:
- деревянные духовые музыкальные инструменты,
- медные духовые,
- ударные,
- арфа,
- смычковые.

В каждой из групп партии располагаются по высоте звучания. Партии солирующих инструментов, вокальных голосов и хора помещаются между партиями арфы и смычковых инструментов.